# Juan Roca de Togores y Escorcia
Juan Roca de Togores y Escorcia (Orihuela, 16 de octubre de 1752-18 de enero de 1794) I conde de Pinohermoso, militar y noble, descendiente de una importante familia noble, fue bautizado Iglesia de Santiago de Orihuela como Juan Nepomuceno Mariano Roca de Togores y Escorcia.
Contrajo matrimonio en Alicante el 10 de enero de 1773 con María Antonia Valcárcel y Pío de Saboya. Fueron padres de varios hijos, entre ellos, Luis Manuel Roca de Togores y Valcárcel que fue el II conde de Pinohermoso.
Falleció el 18 de enero de 1794 en Orihuela a consecuencia de una caída del caballo cuando paseaba en compañía del rey Carlos IV.